# کلیسای جامع متروپولیتن مونته‌ویدئو
کلیسای جامع متروپولیتن مونته‌ویدئو (به انگلیسی: Montevideo Metropolitan Cathedral) و (به اسپانیایی: Catedral Metropolitana de Montevideo) کلیسای اصلی کاتولیک رومی مونته ویدئو است. درست در جلوی کابیلدو در حوالی میدان قانون اساسی، در مجاورت کلیسای جامع مادر مقدس و در منطقه قدیمی شهر معروف به سیوداد ویجا واقع شده‌است. این کلیسا از سال ۱۹۷۵ میلادی به عنوان یک اثر تاریخی ملی ذکر شده‌است.

## تاریخچه

### پیشینه و قدمت بنا

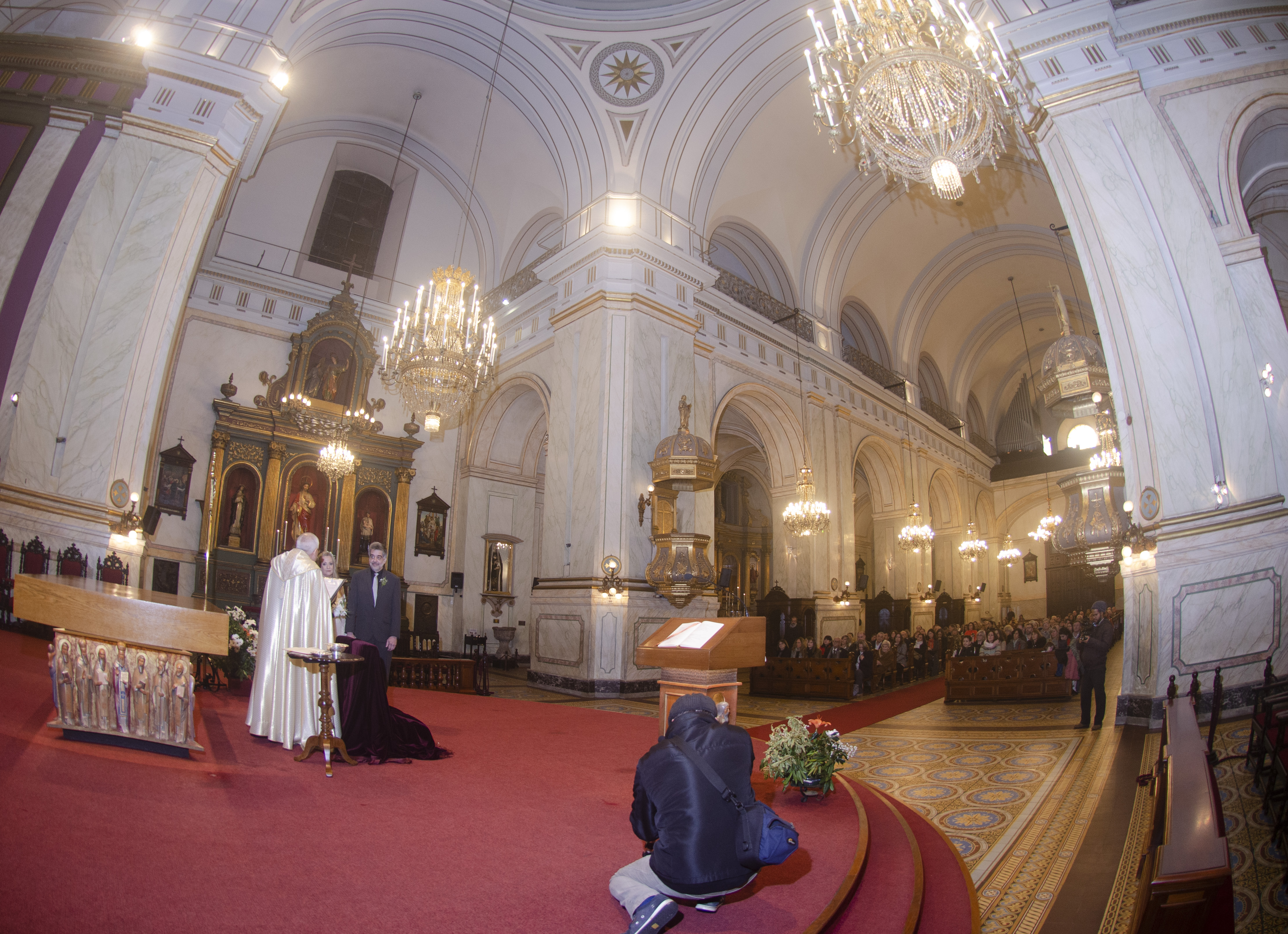
نمای داخلی کلیسای مادر، مونته‌ویدئو

قدمت این کلیسا به زمانی که کلیسایی آجری در محل سایت کنونی مجموعه کلیسای جامع بود، به دوران استعمار اسپانیایی‌ها (۱۷۴۰(میلادی) می‌رسد. بعدها پایه و اساس جهت ساخت ساختار نئوکلاسیک کنونی در سال ۱۷۹۰ (میلادی) گذاشته شد که توسط توماس توریبیو طراحی شد. هر چند که درباب معمار این بنا اختلاف نظر وجود داشته و همواره مورد بحث قرار بوده‌است. (دیگر نویسندگان احتمالی، خوزه دل پوزو ای مارکی یا خوزه دو کاسنودیو دو ساعا و فاریا). بعدها برناردو پونچینی (۱۸۷۴–۱۸۱۴) معمار ایتالیایی، ظاهر و صورت کنونی کلیسا را به آن داد. سرانجام این معبد در سال ۱۸۰۴، رسماً متبرک اعلام شد و طی مراسم رسمی مذهبی‌ای به عنوان کلیسای جامع منصوب شد، به همین دلیل در سال ۲۰۰۴ جشن دویست سالگی آن برگزار شد.

### نحوه برگزاری مراسم در گذشته
مراسم پراهمیت به ریاست اسقف اعظم مونته‌ویدئو در آنجا برگزار می‌شود. با این حال، یک کشیش نیز وجود دارد که وظایف خود را نیز مانند مسئولان سایر مجالس انجام می‌دهد. مراسم عروسی و کنسرت کر نیز معمولاً در این معبد بزرگ برگزار می‌شود. همان‌طور که در قرن نوزدهم مرسوم بود، بقایای چهره‌های مشهوری که در شهر درگذشته‌اند، چه مذهبی یا غیر مذهبی در آنجا وجود دارد. این تصاویر به قدیسین معصومین حامی مونته ویدئو، همچون سن فیلیپه قدیس و سانتیاگوی قدیس نسبت داده شده‌است.

### فضاهای موجود در بنا
یک محراب اصلی، چندین محراب جانبی، یادبودها و مقبره‌های چندین اسقف اعظم و اسقف‌های پیشین وجود دارد که در کلیسای جامع خدمت می‌کرده‌اند. در یک محراب جانبی، تصویری از مریم باکره سی و سه قدیس حامی اروگوئه تشییع شده‌است.

## آرامگاه‌ها[۱]
چندین شخصیت مهم درون دیوارهای معبد این کلیسای جامع دفن شده‌اند:
- آنتونیو ماریا باربییری (۱۸۹۲–۱۹۷۹)، کشیش کاتولیک، اولین کاردینال اروگوئه
- ونانسیو فلورس (۱۸۶۸–۱۸۰۸)، کلرادو نظامی و سیاسی
- دامائوس آنتونیو لارانگا (۱۸۴۸–۱۷۷۱)، کشیش کاتولیک و دانشمند
- خوان آنتونیو لووالججا (۱۸۵۳–۱۷۸۴)، نظامی، رهبر سی و سه شرقی
- فراکتوسو ریورا (۱۸۵۴–۱۷۸۴)، نظامی و سیاستمدار کلرادو
- ماریانو سولر (۱۹۰۸–۱۸۴۶)، کشیش کاتولیک، اولین اسقف اعظم اروگوئه
- جوآکان سوارز (۱۸۶۸–۱۷۸۶)، سیاستمدار کلرادو
- جاکینتو ورا (۱۸۸۱–۱۸۱۳)، کشیش کاتولیک، اولین اسقف اروگوئه

## گالری

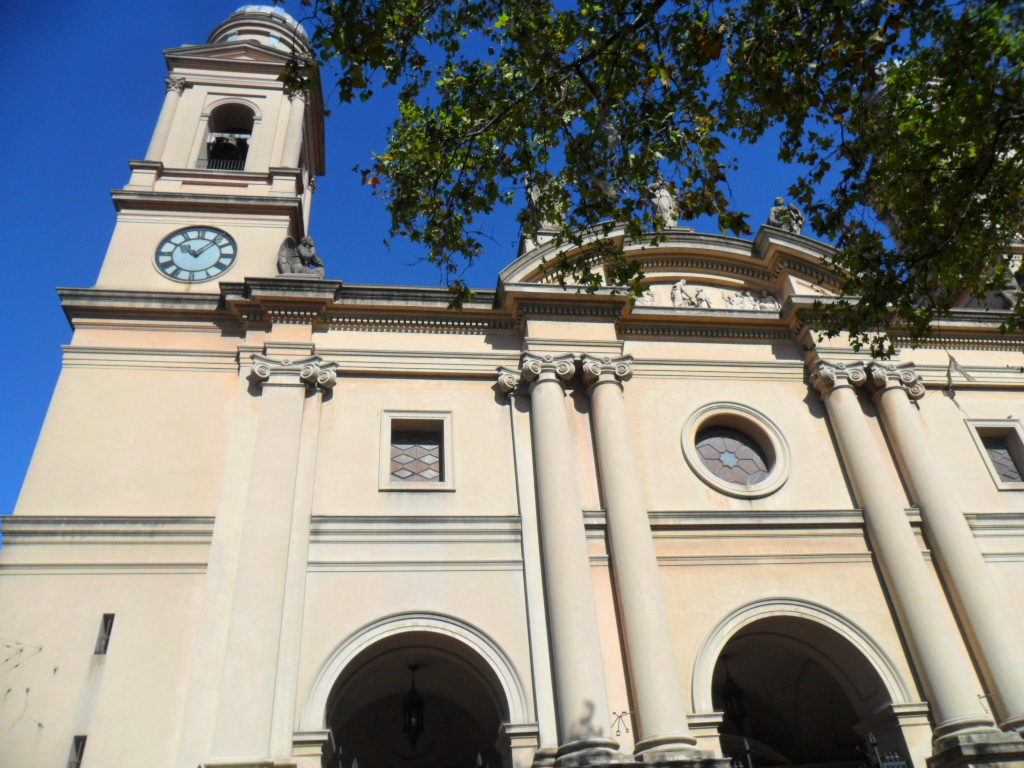
تصویری از نمای عمارت کلیسای جامع مونته‌ویدئو، سمت چپ تصویر،برج کلیسا را نشان می‌دهد.
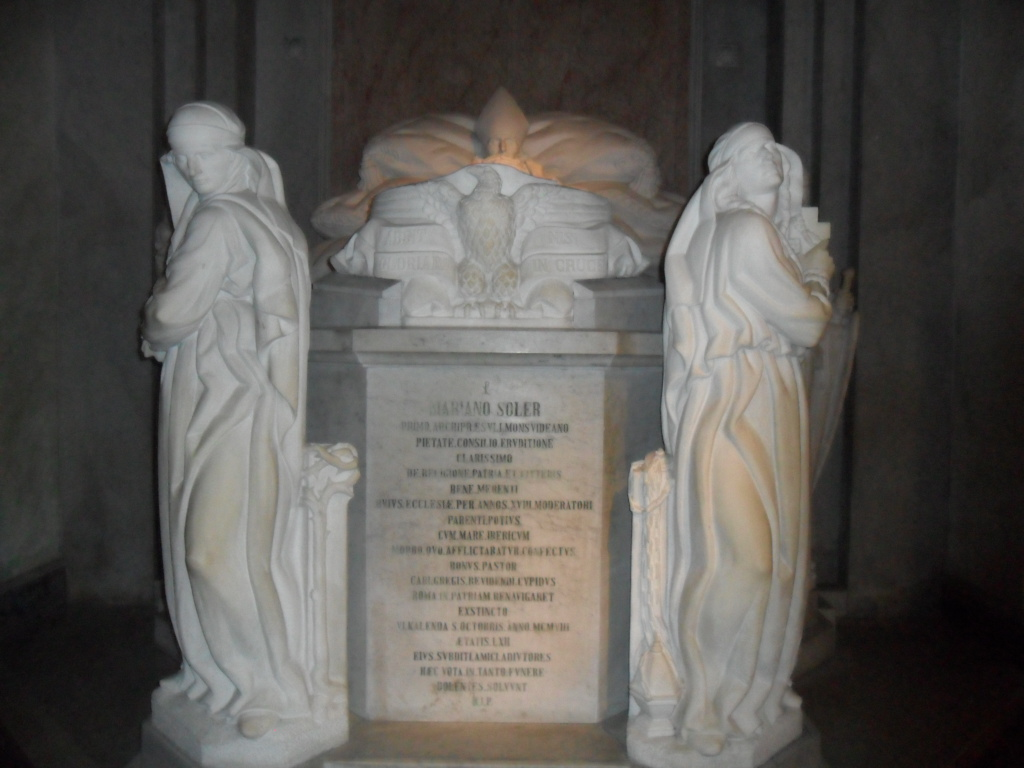
آرامگاه اسقف اعظم ماریانو سولر در کلیسای جامع مونته‌ویدئو
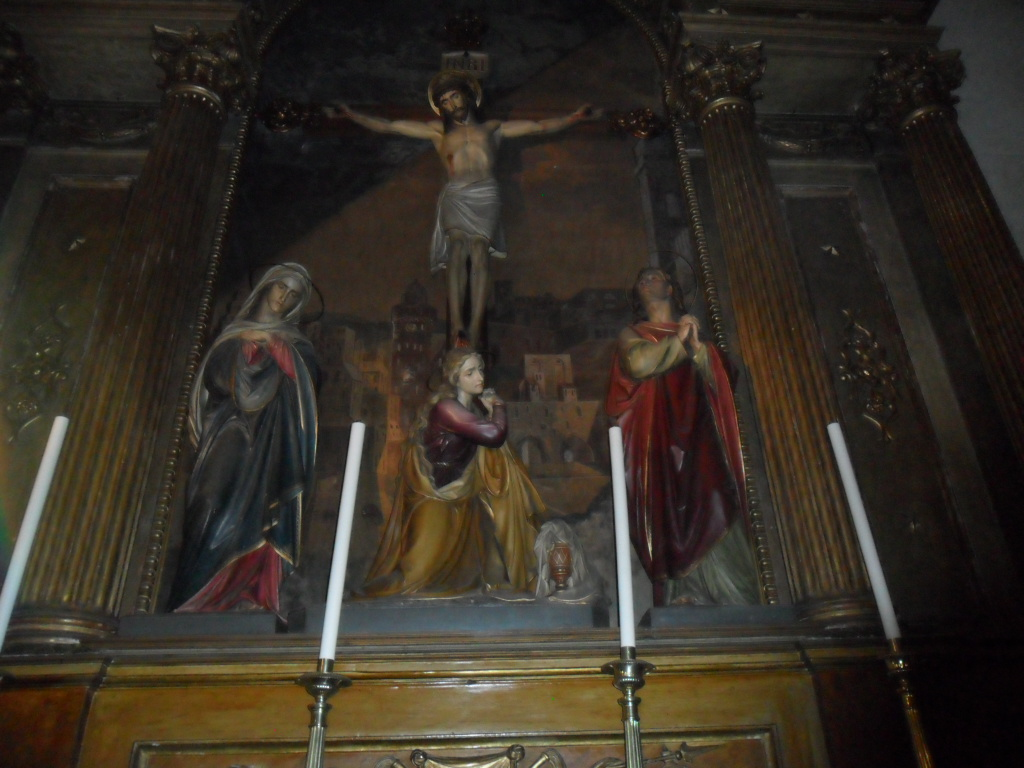
محراب کلیسای جامع مونته‌ویدئو که مسیح مصلوب را نشان می‌دهد.
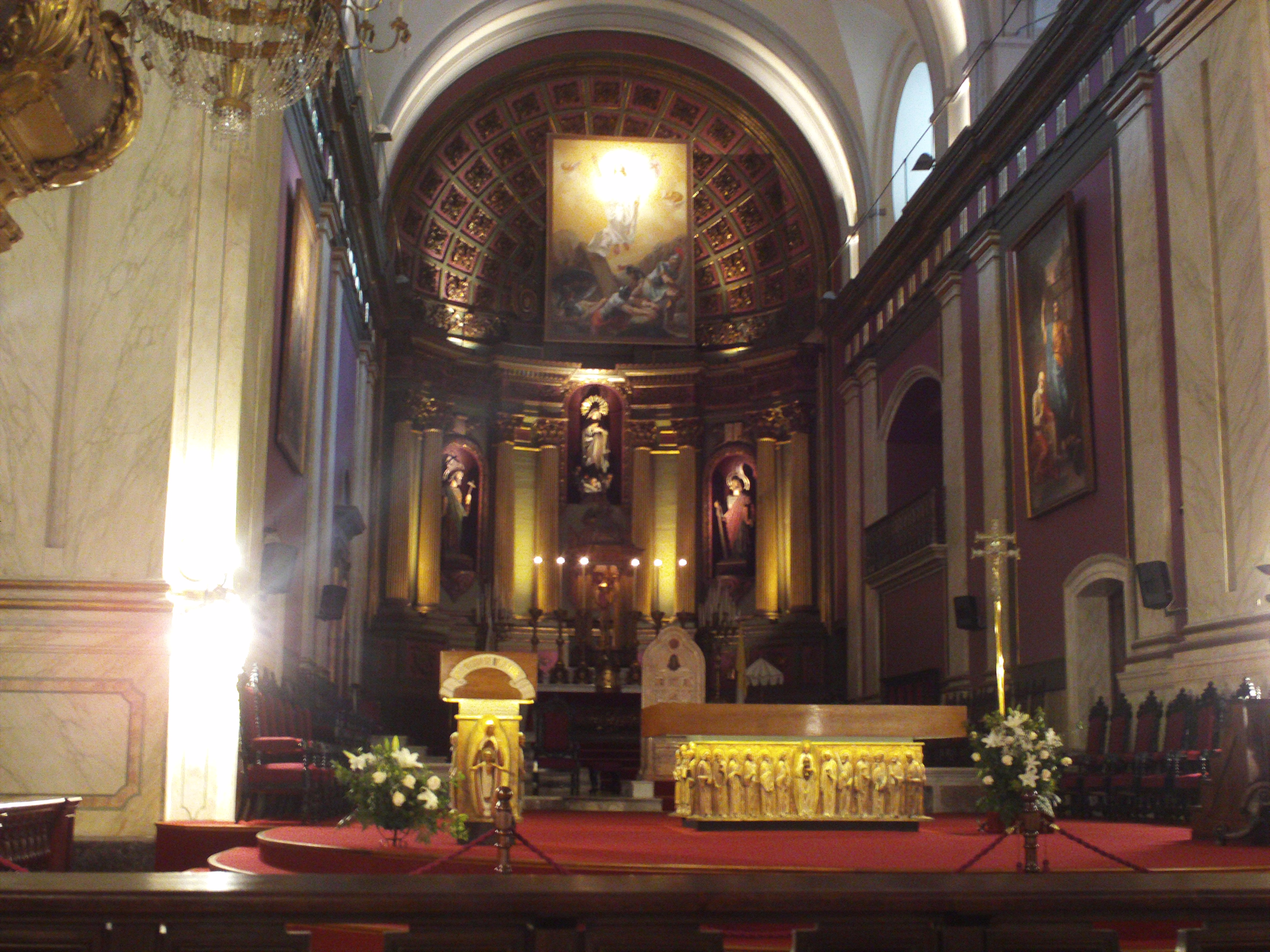
نمای داخلی کلیسای جامع مونته‌ویدئو